# Liste de plantes endémiques d'Algérie
Une plante est dite endémique d'Algérie lorsqu'elle n'est présente à l'état indigène que dans ce pays. Ne sont listées ici que des endémiques algériennes strictes. Sont donc exclues des endémiques tuniso-algériennes, algéro-marocaines…
Cette liste comprend XX espèces et XX sous-espèces.
Elle a été établie à partir de la Nouvelle flore de l'Algérie de Pierre Quézel et Sébastien Santa. Les noms sont actualisés grâce à la Base de données des plantes d'Afrique, qui permet également de vérifier l'endémisme.

## Espèces endémiques
- Abies numidica Carrière

Orophyte des forêts humides de la Kabylie des Babors.

Protégé

En danger critique
- Adenocarpus faurei Maire

Très rare dans les forêts de Tiaret et du vallon de Sidi Khaled.
Protégé.

- Agropyropsis lolium (Balansa ex Coss. & Durieu) A.Camus

Assez commune dans les lieux humides des hauts plateaux ; rare en Petite Kabylie et dans l'Atlas saharien algérois et oranais.
Protégé

- Allium trichocnemis J.Gay

Rochers calcaires littoraux près de Béjaïa,
Protégé

- Arabis doumetii Coss.

Rare sur les rochers calcaires des Babor, du Djurdjura.
Protégé

- Avena macrostachya Balansa ex Coss. & Durieu

Pâturages, rochers, forêts des montagnes du Djurdjura, de Belezma et de l'Aurès.
- Avena ventricosa Balansa ex Coss.

Pâturages sablonneux près d'Aflou.
- Avenula breviaristata (Barratte ex Trab.) Holub

= Avena breviaristata Barratte ex Trab.
Ouled Sahari au-dessus du Zahrez Chergui.
Protégé
- Bellevalia pomelii Maire[11]

Très rare. Dans les broussailles et pâturages du Plateau des Gaminas dans le Sahel d'Oran.
Protégé
- Brassica spinescens Pomel

Très rare sur les rochers  maritimes du Sahel d'Oran et des Îles Habibas.
Protégé
- Bufonia chevallieri Batt[14].

Très rare sur les rochers surplombant El Kantara.
Protégé
- Calligonum calvescens Maire[16]

Très rare, dans les dunes désertiques de Dras Souf, à l'extrémité Sud-Est du grand erg oriental.
Protégé
- Coleostephus multicaulis (Desf.) Durieu

= Chrysanthemum multicaule Desf. est donnée comme endémique de la région de Mostaganem.
Parc national de Tlemcen.
- Cupressus dupreziana A.Camus[19]

Endémique du Tassili n'Ajjer
Protégé
En danger critique.
- Epimedium perralderianum Coss.

Très rare dans les forêts humides de chênes à feuilles caduques de Petite Kabylie : Kefrida, Babors, Beni-Foughal.
Protégé
- Festuca algeriensis Trab[22].

Pâturages des hautes montagnes (Aurès, Mt de Daya).
Protégé
- Fumaria mairei Maire[24]

Très rare dans les forêts de l'Akfadou et des gorges de Palestro.
Protégé
- Fumaria munbyi Boiss. & Reut.

Rare dans les rochers et les broussailles du littoral de Mostaganem à Nemours.
Protégé
- Gagea mauritanica Durieu

Broussailles et pâturages.
Protégé
- Genista numidica Spach[27]

- Genista spinulosa Pomel

Très rare à Dahra, Beni Zeroual, Medjahed.
Protégé
- Iberis peyerimhoffii Maire

Très rare dans les rocailles de la zone montagneuse du Bou Maad dans le Tell algérois.
Protégé
- Lepidium rigidum Pomel

Assez commune dans les forêts et les broussailles dans le Haut Tell et les Hauts Plateaux constantinois, l'Aurès, les Monts du Hodna jusqu'à l'Ouarsenis.
- Moehringia stellarioides Coss.

Rare, dans les forêts de chênes à feuilles caduques de Petite Kabylie et de Collo.
Protégé
- Ononis avellana Pomel

Rare, dans les champs argileux de la région de Dahra.
Protégé
- Ononis crinita Pomel

Dans les terrains argileux de la région de Dahra.
Protégé
- Ononis incisa Batt.

Assez rare à très rare dans les steppes des hauts plateaux.
- Ononis megalostachys Munby

Très rare dans les plaines littorales de l'Oranie : Sig, Boutlelis.
Protégé
- Otocarpus virgatus Durieu

Très rare dans les pâturages argileux du sous-secteur des Hauts-Plateaux algérois et oranais.
Protégé
- Potamogeton hoggarensis Dandy

Endémique du Hoggar.
Protégé
- Romulea battandieri Bég[36].

Dans les pâturages des montagnes du Djurdjura, dans les « Agoumis ».
Protégé
- Romulea vaillantii Quézel[38]

Très rare dans les pelouses du Djebel Chélia.
Protégé
- Rostraria balansae (Coss. & Durieu) Holub

= Koeleria balansae Coss. & Durieu
communes sur les pelouses maritimes ou submaritimes à l'est et l'ouest d'Oran.
Protégé
- Rumex algeriensis Barratte & Murb.

Très rare dans les marais de la Mitidja, à l'Est d'Alger et dans la plaine de Bône.
Protégé
En danger.
- Rupicapnos muricaria Pomel

Très rare, dans les falaises calcaires de M'Zab.
Protégé
- Saxifraga numidica Maire

Très rare sur les rochers calcaires de Babor et Tababort au-dessus de 1 600 m.
Protégé
- Sedum multiceps Coss. & Durieu

Rare sur les rochers surtout calcaires de petite Kabylie et autour de Constantine.
Protégé
- Silene aristidis Pomel

Rare, dans l'Atlas Tellien.
- Silene choulettii Coss.

Assez commun sur les rochers siliceux de Kroumirie, de Numidie et dans le tell constantinois.
- Silene cirtensis Pomel[48]

Très rare dans les rocailles du tell constantinois.
Protégé
- Silene claryi Batt[50].

Rare, dans les steppes et rocailles arides des hauts-plateaux algérois et oranais et de l'Atlas saharien
- Silene ghiarensis Batt[52].

Rare, dans les champs et pâturages des plaines littorales oranaises.
Protégé
- Silene glaberrima Faure & Maire[54]

Très rare, dans les pâturages rocailleux près de l'Oued Imbert.
Protégé
- Silene kremeri Soy.-Will. & Godr.

Assez commune dans les broussailles et champs cultivés dans le tell et les hauts plateaux constantinois.
- Silene pseudovestita Batt. :

Très rare, dans les forêts claires de l'Ain Lellout.
Protégé
- Silene reverchonii Batt[58].

Très rare, dans le massif des Babors.
Protégé
Disparu ?
- Silene sessionis Batt[60]

Très rare, en Petite Kabylie, dans le Cap Bouak et le Cap Noir, près de Béjaïa.
Protégé
- Sorghum annuum (Trab.) Maire

Plaine de l'Oued el Kebir entre Collo et Djidjelli.
Protégé
- Spergularia pycnorrhiza Foucaud ex Batt.

Plante rupicole maritime, très rare, dans Les Habibas, à Ain Franin.
Protégé
- Stipagrostis brachyathera (Coss. & Durieu) De Winter

= Aristida brachypthera (Coss. & Durieu) Coss., endémique saharien.
Protégé
- Trisetaria nitida (Desf.) Maire

Pâturages de montagne, sur sable près de Mascara, Tiaret, Ouizert.
Protégé
- Vulpia obtusa Trab.

Bords du lac Oubeïra (El Kala).
Protégé

## Sous-espèces endémiques
- Corynephorus articulatus subsp. oranensis (Murb.) Maire & Weiller

Sur les sables maritimes de l'Oranie
- Erysimum cheiri subsp. inexpectans Véla, Ouarmim & Dubset[68]
- Genista numidica subsp. filiramea (Pomel) Batt.

Dans le Djurdjura.
- Genista numidica subsp. ischnoclada (Pomel) Batt.

Rare, dans la commune de l'Aïn Tédelès.
- Genista numidica Spach subsp. numidica

Commune en Petite Kabylie et en Numidie.
- Genista numidica subsp. sarotes (Pomel) Batt.

Dans le Mont Zaccar.
- Genista triacanthos subsp. vepres (Pomel) P.E.Gibbs, anciennement appelé Genista vepres

Dans les forêts siliceuses de Kabylie et de Kroumirie.
- Najas marina subsp. arsenariensis (Maire) Triest[70]

Protégé.
En danger critique d'extinction.
- Spergularia microsperma subsp. fontenellei (Maire) Greuter & Burdet[71].

## Plantes n'étant plus considérées comme endémiques algériennes
- Alyssum macrocalyx Coss. & Durieu, présent au Maroc également[72].

- Brassica dimorphaCoss. & Durieu, renommé Guenthera dimorpha (Coss. & Durieu) Gómez-Campo, présent en Tunisie également[73].

- Brassica maurorum Durieu, présent au Maroc également[74].

- Bromus garamas Maire, rejeté[75] au profit de Bromus pectinatus Thunb., présent également au Soudan[76]

- Calligonum azel Maire, présent dans toute l'Afrique du Nord[77].

- Crambe kralikii Coss., présent au Maroc également[78].

- Cyclamen africanum Boiss. & Reut., présent également en Tunisie et au Maroc[79].

- Cynosurus elegans subsp. aurasiacus (Murb.) Maire[80]

- Gagea algeriensis Chab[81]

- Gagea granatelli subsp. chaberti (A.Terracc.) A.Terracc. (1905) = Gagea chabertii A.Terracc[82]

- Gagea granatelli (Parl.) Parl. subsp. granatelli[83]

- Genista erioclada Spach[84]

- Genista ulicina Spach[85]

- Henophyton deserti (Coss. & Durieu) Coss. & Durieu = Oudneya africana R.Br[86]

- Herniaria mauritanica Murb[87]

- Kremeriella cordylocarpus (Coss. & Durieu) Maire[88]

- Malcolmia arenaria (Desf.) DC[89].

- Malcolmia malcolmioides (Coss. & Durieu) Greuter & Burdet, anciennement appelé Maresia malcolmioides (Coss. & Durieu) Pomel[90].

- Mesembryanthemum gaussenii Leredde[91]

- Mesembryanthemum theurkauffii (Maire) Maire[92]

- Moricandia foleyi Batt[93].

- Ononis antennata Pomel[94]

- Ononis rosea Durieu, présent également en Tunisie[95]

- Papaver malviflorum Doumergue[96]

- Reseda duriaeana Müll.Arg[97].

- Silene arenarioides Desf[98]

- Silene atlantica Coss. & Durieu[99]

- Silene cinerea Desf[100]

- Silene kilianii Maire[101]

- Silene obtusifolia Willd[102]

- Silene oropediorum Coss[103]

- Silene reticulata Desf[104]

- Silene rosulata Soy.-Will. & Godr[105]

- Silene velutinoides Pomel[106]

- Spergularia munbyana Pomel[107]

- Spergularia tenuifolia Pomel[108]